# História da imigração para o Canadá
A história da imigração para o Canadá detalha o movimento de pessoas para o Canadá. O atual regime jurídico canadense foi fundado em 1867, mas o Canadá também apresenta continuidade legal e cultural com as colônias Nova França (francesas) e América do Norte Britânica (britânicas) na Colonização da América do Norte, que remontam ao século XVII, e durante a era colonial a imigração foi uma questão política e econômica de grande relevância, com a Grã‐Bretanha e a França competindo para povoar suas colônias com colonos leais. Até então, o território que hoje compõe o Canadá era habitado por diversos povos indígenas há milhares de anos. Esses povos contribuíram significativamente para a cultura e a economia das primeiras colônias europeias, às quais se somaram várias ondas de imigração europeia. Mais recentemente, a origem dos imigrantes que chegam ao Canadá deixou de ser predominantemente europeia, direcionando-se cada vez mais para a Ásia e a África. A identidade cultural do Canadá evoluiu constantemente em paralelo às mudanças nos padrões migratórios.
Statistics Canada compilou o efeito da imigração sobre o crescimento populacional do Canadá de 1851 a 2001. Em média, os censos são realizados a cada dez anos, conforme foi o caso dos censos canadenses realizados entre 1871 e 1901. Em 1901, o Governo do Domínio alterou sua política, de modo que a realização do censo passasse a ocorrer a cada cinco anos para documentar os efeitos da campanha publicitária iniciada por Clifford Sifton.
Em 2018, o Canadá recebeu 321.035 imigrantes. Os dez principais países de origem, responsáveis por 61% desse total, foram Índia (69.973), as Filipinas (35.046), China (29.709), a Síria (12.046), os Estados Unidos (10.907), o Paquistão (9.488), a França (6.175), a Eritreia (5.689) e o Reino Unido e seus territórios ultramarinos (5.663).

## História da lei de nacionalidade canadense

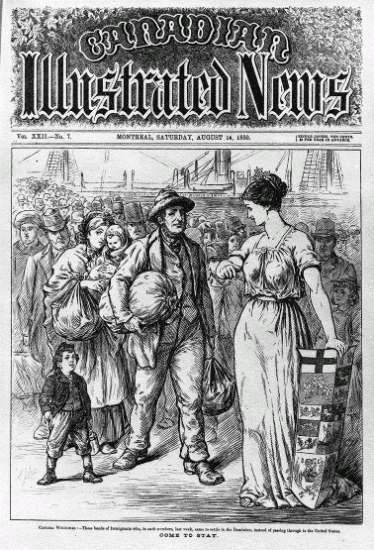
Come to Stay, impresso em 1880 no Notícias Ilustradas Canadenses, refere-se à imigração para o "Domínio".

Em 1828, durante a Grande Migração do Canadá, a Grã-Bretanha aprovou a Lei para Regular o Transporte de Passageiros em Navios Mercantes, o primeiro reconhecimento legislativo do país sobre sua responsabilidade pela segurança e bem-estar dos imigrantes que saíam das Ilhas Britânicas. A lei limitava o número de passageiros que podiam ser transportados em um navio, regulava a quantidade de espaço destinado a eles e exigia que os passageiros recebessem provisões adequadas durante a viagem. A lei de 1828 é atualmente reconhecida como a base da legislação de emigração colonial britânica.
A cidadania canadense foi originalmente criada sob a Lei de Imigração de 1910, para designar aqueles súditos britânicos que estavam domiciliados no Canadá, mas todos os outros súditos britânicos necessitavam de permissão para desembarcar. Um status separado de “nacional canadense” foi criado sob a Lei dos Nacionais Canadenses de 1921, que definia tais súditos britânicos como sendo cidadãos canadenses, bem como suas esposas e filhos (gerados por tais cidadãos) que ainda não haviam desembarcado no Canadá. Após a aprovação do Estatuto de Westminster em 1931, a monarquia deixou de ser uma instituição exclusivamente britânica. Como resultado, os canadenses, assim como todos os outros que viviam entre os reinos da Commonwealth, passaram a ser conhecidos como súditos da Coroa, e o termo “súdito britânico” continuou a ser utilizado em documentos legais.
O Canadá foi a segunda nação, dentre o que era a Comunidade Britânica, a estabelecer sua própria lei de nacionalidade em 1946, com a promulgação da Lei de Cidadania Canadense, 1946, que entrou em vigor em 1º de janeiro de 1947. Para adquirir a cidadania canadense a partir de então, geralmente era necessário ser um súdito britânico na data da entrada em vigor da lei ou antes; um 'índio' ou 'esquimó'; ou ter sido admitido no Canadá como imigrante com direito de residência antes da entrada em vigor da lei. Um súdito britânico na época era qualquer pessoa do Reino Unido ou de suas colônias (países da Comunidade Britânica). A aquisição e a perda do status de súdito britânico antes de 1947 eram determinadas pela lei do Reino Unido (veja História da lei de nacionalidade britânica).
Em 15 de fevereiro de 1977, o Canadá eliminou as restrições à dupla cidadania. Muitas das disposições para adquirir ou perder a cidadania canadense que existiam sob a legislação de 1946 foram revogadas. Os cidadãos canadenses, em geral, não estão mais sujeitos à perda involuntária da cidadania, exceto em casos de revogação por fraude na imigração ou criminalidade. O termo “canadenses de conveniência” foi popularizado pelo político canadense Garth Turner em 2006, em conjunto com a evacuação de cidadãos canadenses do Líbano durante o Conflito Israel-Líbano de 2006. Refere-se a pessoas com cidadania múltipla que imigraram para o Canadá, cumpriram os requisitos de residência para obter a cidadania, adquiriram cidadania canadense e retornaram ao seu país de origem, mantendo, contudo, a cidadania canadense; os defensores do termo afirmam que o fazem como uma rede de segurança.

## História regional

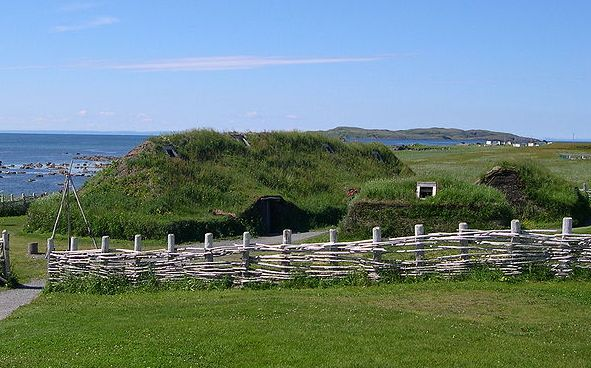
L'Anse aux Meadows na ilha de Terra Nova, local de uma colônia de nórdicos.

Existem vários relatos de contatos realizados antes de Colombo entre os primeiros povos e pessoas de outros continentes. O caso do contato viking é sustentado pelos vestígios de um assentamento viking em L'Anse aux Meadows, Terra Nova. Nenhum vestígio arqueológico do assentamento descrito pelos islandeses nórdicos Leif Erikson como Vinlândia por volta do ano 1000 foi encontrado.
A presença de pescadores de bacalhau e baleeiros bascos alguns anos após Colombo também foi citada, com pelo menos nove entrepostos de pesca estabelecidos em Labrador e Terra Nova. O maior dos assentamentos foi a estação de Red Bay, com cerca de 900 pessoas. Baleeiros bascos podem ter começado a pescar nos Grandes Bancos já no século XV.
O próximo explorador europeu reconhecido por desembarcar no que é hoje o Canadá foi John Cabot, que chegou em algum lugar na costa da América do Norte (provavelmente Terra Nova ou Ilha do Cabo Bretão) em 1497 e o reivindicou para o rei Henrique VII da Inglaterra. Exploradores portugueses e espanhóis também visitaram o Canadá, mas foram os franceses que primeiro começaram a explorar o interior e estabelecer colônias, começando com Jacques Cartier em 1534. Sob a liderança de Pierre Dugua, Sieur de Mons, o primeiro assentamento francês foi estabelecido em 1604 na região da Nova França, conhecida como Acádia, na Ilha Sainte-Croix, que hoje pertence ao Maine, na Baía de Fundy. Aquele inverno foi particularmente longo e rigoroso, e cerca de metade dos colonos que acompanharam o Sieur de Mons morreu de escorbuto. No ano seguinte, os franceses decidiram mudar-se para uma área mais abrigada e estabeleceram um novo assentamento em Port-Royal. Em 1608, Samuel de Champlain estabeleceu um assentamento em Donnacona que mais tarde se transformaria em Quebec. Os franceses reivindicaram o Canadá como seu, e 6.000 colonos chegaram, estabelecendo-se ao longo do Rio São Lourenço e nas Províncias Marítimas. A Grã-Bretanha também tinha presença em Terra Nova e, com o advento dos assentamentos, reivindicou o sul da Nova Escócia, assim como as áreas ao redor da Baía de Hudson.
O primeiro contato com os europeus foi desastroso para os povos originários. Exploradores e comerciantes trouxeram doenças europeias, como a varíola, que dizimaram vilarejos inteiros. As relações variavam entre os colonos e os nativos. Os franceses se aproximaram dos povos Hurões e estabeleceram uma relação comercial mutuamente benéfica com eles. Os Iroqueses, entretanto, tornaram-se opositores dedicados dos franceses, e a guerra entre os dois foi incessante, especialmente porque os britânicos armavam os iroqueses com o intuito de enfraquecer os franceses.

### Quebec

Mapa da Nova França elaborado por Samuel de Champlain em 1612

Após a fundação de Quebec por Samuel de Champlain em 1608, a cidade tornou-se a capital da Nova França. Enquanto as comunidades costeiras baseavam-se na pesca do bacalhau, a economia do interior girava em torno do comércio de peles de castor, que era popular na Europa. Os voyageurs franceses viajavam pelo interior e comerciavam com os nativos. Esses voyageurs percorreram o que hoje é Quebec, Ontário e Manitoba, trocando armas, pólvora, tecidos e outros produtos manufaturados europeus com os nativos por peles. O comércio de peles incentivou apenas uma pequena população, uma vez que era necessária mão-de-obra mínima. Incentivar o assentamento sempre foi difícil, e alguma imigração ocorreu, mas até 1760 a Nova França tinha uma população de apenas cerca de 70.000 habitantes.
A Nova França enfrentava outros problemas além da baixa imigração. O governo francês tinha pouco interesse ou capacidade de apoiar sua colônia, que foi, em grande parte, deixada por conta própria. A economia era primitiva, e grande parte da população estava envolvida em pouco mais do que a agricultura de subsistência. Os colonos também se envolveram em uma longa série de guerras com os iroqueses.

### Ontário
Étienne Brûlé explorou Ontário de 1610 a 1612. Em 1615, Samuel de Champlain visitou o Lago Huron, e missionários franceses então estabeleceram postos avançados na região.

### Províncias das Pradarias

A Terra de Rupert, mostrando a localização de York Factory

Do século XVIII ao XIX, a única imigração no Canadá Ocidental ou na Terra de Rupert foi composta pelos primeiros canadenses franceses comerciantes de peles da Companhia do Noroeste, provenientes do leste do Canadá, e pelos aventureiros escoceses e ingleses, bem como exploradores representando a Companhia da Baía de Hudson, que chegaram via Baía de Hudson. O Canadá tornou-se uma nação em 1867, e a Terra de Rupert foi absorvida pelos Territórios do Noroeste. Para incentivar Colúmbia Britânica a aderir à Confederação Canadense, foi proposta uma ferrovia transcontinental. As companhias ferroviárias consideravam inviável a construção de trilhos sobre terras desabitadas. A era do comércio de peles estava em declínio; a população de bisões desapareceu, e os caçadores nômades de búfalos partiram, o que apresentou uma possibilidade para aumentar o assentamento agrícola. As possibilidades agrícolas foram inicialmente expostas por Henry Youle Hind. O governo do Domínio, com a orientação do Ministro do Interior, Clifford Sifton, responsável pela imigração (1896–1905) promulgou a lei de assentamento do Domínio, a Dominion Lands Act, em 1872. Uma extensa campanha publicitária por toda a Europa Ocidental e Escandinávia atraiu uma enorme onda de imigrantes para “O Último, Melhor Oeste.” (Em 1763, Catarina, a Grande emitiu um manifesto, convidando estrangeiros a se estabelecerem na Rússia, e em 1862, os Estados Unidos promulgaram a Homestead Act, convidando à imigração.)
Grupos étnicos ou religiosos que buscavam asilo ou independência não viajavam mais para a Rússia ou os Estados Unidos, onde terras foram tomadas ou as leis de assentamento foram canceladas. A população da Colônia do Rio Vermelho em Manitoba permitiu que este se tornasse uma província canadense em 1870. Na década de 1880, menos de 1.000 pessoas não indígenas residiam no Oeste. A política de imigração do governo foi um enorme sucesso, pois os Territórios do Noroeste cresceram para uma população de 56.446 em 1881, quase dobrando para 98.967 em 1891, e saltando exponencialmente para 211.649 em 1901. Assentamentos étnicos em blocos pontuaram as pradarias, à medida que grupos linguísticos se estabeleciam juntos em tipos de solo da pradaria ocidental canadense semelhantes às terras agrícolas de sua terra natal. Dessa forma, a imigração foi bem-sucedida; novos assentamentos podiam crescer devido à comunicação comum e aos métodos agrícolas aprendidos. A ferrovia transcontinental Canadian Pacific Railway foi concluída em 1885.
A imigração para o Oeste cessou brevemente durante a Rebelião dos Territórios do Noroeste de 1885. Diversos investidores e empresas estiveram envolvidos na venda de terras ferroviárias (e algumas não ferroviárias). O próprio Sifton pode ter estado envolvido como investidor em alguns dos empreendimentos. As populações de Saskatchewan e Alberta tornaram-se elegíveis para o status de província em 1905. A imigração continuou a aumentar até os loucos anos vinte. Um êxodo em massa afetou as pradarias durante os Trinta Sujos e a Grande Depressão, e as pradarias nunca mais recuperaram o ímpeto da onda de imigração observada no início do século XX.

### Colúmbia Britânica
Até a ferrovia, a imigração para a Colúmbia Britânica se dava por via marítima, ou (quando as corridas do ouro na Colúmbia Britânica estavam em andamento) por viagem terrestre a partir da Califórnia e de outras partes dos EUA, já que não havia uma rota utilizável para o oeste além das Montanhas Rochosas, e as viagens pelas pradarias e através do Escudo Canadense ainda eram feitas por via aquática. A muito pequena população inicial não indígena da Colúmbia Britânica era composta em sua maioria por funcionários de empresas de peles franco-canadenses e métis, seus administradores e chefes britânicos (em sua maioria escoceses) e uma população de kanakas (havaianos) contratados pela empresa, bem como membros de vários povos iroqueses, que também prestavam serviços para a companhia de peles. A população nativa não local do Pacífico Britânico variava de 150 a 300 até o advento da Corrida do Ouro do Fraser em 1857, quando a população de Victoria aumentou para 30.000 em quatro semanas, surgiram cidades de 10.000 habitantes, e mais localidades surgiram em pontos remotos no continente, em Yale, Port Douglas e Lillooet (então chamada Cayoosh Flat). A onda de assentamento era quase inteiramente proveniente da Califórnia e era composta aproximadamente por um terço de americanos, um terço de chineses e um terço de diversos europeus e outros. Quase todos já estavam na Califórnia há muitos anos, incluindo os primeiros canadenses e marítimos que fizeram a viagem para o norte até a nova Colônia do Ouro, como a Colúmbia Britânica era frequentemente chamada.
Um grupo de cerca de 60 pessoas, chamados de Overlanders de '62, fez a jornada a partir do Canadá via Terra de Rupert durante a Corrida do Ouro Cariboo, mas foi a exceção à regra. Uma tentativa anterior de transferir alguns dos colonos da Colônia Selkirk terminou em desastre em Dalles des Morts, próximo à atual Revelstoke. A imigração inicial para a Colúmbia Britânica foi de todas as nações, principalmente via Califórnia, e incluiu alemães, escandinavos, marítimos, australianos, poloneses, italianos, franceses, belgas e outros, além de chineses e americanos, que foram os maiores grupos a chegar nos anos próximos à fundação da Colônia do Continente em 1858. A maioria dos primeiros americanos partiu no início dos anos 1860 devido à Guerra Civil Americana e à busca por outras corridas do ouro em Idaho, Colorado e Nevada, mas os americanos continuaram a ser um componente importante na população de colonos desde então. Na década de 1860, em conjunto com a Corrida do Ouro Cariboo e a agitação para aderir ao Canadá, cada vez mais canadenses, incluindo os Overlanders, que se tornaram influentes, chegaram e se estabeleceram na política local, que havia sido dominada por britânicos que favoreciam um governo separado, contribuindo para a agenda de anexação com o Canadá. Após a inauguração da CPR, uma nova onda de imigração levou não apenas à criação de Vancouver e outros assentamentos urbanos mais recentes, mas também ao povoamento de diversas regiões no Interior da Colúmbia Britânica, especialmente o Okanagan, Boundary, Shuswap e as Kootenays. Uma onda semelhante de assentamento e desenvolvimento acompanhou a abertura da Grand Trunk Pacific Railway (hoje a Canadian National Railway) através do Interior Central, que também foi o impulso para a criação da cidade de Prince George e do porto de Prince Rupert.

#### Imposto de cabeça e Lei de Imigração Chinesa de 1923
Os primeiros imigrantes da China para o Canadá vieram da Califórnia durante a Corrida do Ouro do Fraser, na Colúmbia Britânica, em 1858; imigrantes diretamente da China não chegaram até 1859. Os chineses foram parte significativa de quase todas as corridas do ouro na Colúmbia Britânica, e a maioria das cidades na BC tinha grandes populações chinesas, frequentemente um terço do total ou mais. Trabalhadores chineses foram contratados para ajudar na construção da Cariboo Wagon Road e da Ponte Alexandra, bem como da Douglas Road e outras rotas. Mineradores, comerciantes e fazendeiros chineses gozavam de plenos direitos à exploração mineral e à alienação de terras, e em algumas áreas tornaram-se a base da economia local por décadas. Os chineses, por exemplo, possuíam 60% das terras no Distrito de Terras de Lillooet nas décadas de 1870 e 1880 e detinham a maioria das reivindicações de trabalho no Rio Fraser e em outras áreas. A próxima onda de imigrantes da China foram trabalhadores trazidos para ajudar a construir a Canadian Pacific Railway, uma ferrovia transcontinental, mas muitos se desviaram para os campos de ouro do Cariboo e outros distritos de mineração. No ano em que a ferrovia foi concluída, foi promulgada a Lei de Imigração Chinesa de 1885, e um imposto de cabeça foi aplicado para controlar o fluxo contínuo de mão-de-obra, embora a imigração tenha continuado, pois os interesses corporativos na BC preferiam contratar a mão-de-obra mais barata disponibilizada pelos contratantes de trabalho chineses. A mão-de-obra chinesa foi contratada pelos interesses de carvão da Dunsmuir e utilizada para esmagar os grevistas em Cumberland, no Vale Comox, que então se tornou um dos maiores bairros chineses da Colúmbia Britânica, já que os trabalhadores brancos que viviam lá foram deslocados à força.

#### Imigração indiana e Regulação da Jornada Contínua de 1908
A primeira tentativa do governo canadense de restringir a imigração da Índia foi aprovar uma ordem de conselho em 8 de janeiro de 1908, que proibiu a imigração de pessoas que “na opinião do Ministro do Interior” não “vierem do país de seu nascimento ou cidadania por uma jornada contínua e/ou através de passagens adquiridas antes de deixar seu país de nascimento ou nacionalidade.” Na prática, isso se aplicava apenas aos navios que iniciavam sua viagem na Índia, pois a grande distância geralmente exigia uma escala no Japão ou no Havaí. As regulamentações surgiram em um período em que o Canadá estava aceitando um número massivo de imigrantes (mais de 400.000 somente em 1913), quase todos vindos da Europa. Gurdit Singh aparentemente estava ciente das regulamentações quando fretou o Komagata Maru em janeiro de 1914, mas continuou com seu suposto objetivo de desafiar essas leis de exclusão a fim de ter uma vida melhor. O Komagata Maru, um navio a vapor japonês que navegou de Hong Kong para Xangai, China; Yokohama, Japão; e depois para Vancouver, Colúmbia Britânica, Canadá, em 1914, transportava 376 passageiros do Punjab, Índia. Os passageiros não tiveram permissão para desembarcar no Canadá, e o navio foi forçado a retornar para a Índia. Os passageiros eram compostos por 340 siques, 24 muçulmanos e 12 hindus, todos sendo súditos britânicos. Esse foi um dos vários incidentes no início do século XX envolvendo leis de exclusão no Canadá e nos Estados Unidos, destinadas a barrar imigrantes de origem asiática. Os tempos mudaram, e a Índia tornou-se a maior fonte de imigrantes para o Canadá. Em 2019, a Índia liderou a lista de imigrantes admitidos no Canadá. O Canadá recebeu 85.590 nacionais indianos, seguido por 30.245 da China e 27.820 das Filipinas.

## Assentamentos europeus iniciais

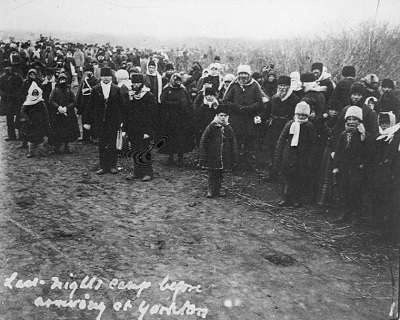
Imigrantes Doukhobor em um acampamento a caminho de Yorkton, Distrito de Assiniboia, Territórios do Noroeste (1899).

### Colonos alemães e assentamento
Colonos alemães, assim como os escandinavos, foram alguns dos primeiros a chegar da Califórnia e se estabeleceram além da mineração, em áreas como criação de gado, construção e ofícios especializados. Até a Primeira Guerra Mundial, Vancouver foi um importante centro de investimentos e da vida social alemã, e o alemão era comumente ouvido nas ruas e bares da cidade. Os alemães permaneceram como o maior grupo não britânico na província até serem suplantados nessa função pelos chineses na década de 1980.

### Assentamento e comunidades Doukhobor
Os Doukhobors foram auxiliados em sua imigração pelo Conde Leo Tolstoy, que os admirava por seu estilo de vida coletivista, crenças, ardente pacifismo e liberdade do materialismo. Originalmente estabelecidos em Saskatchewan e resistentes ao desejo do governo de enviar seus filhos para a escola pública e outras questões, eles migraram en masse para a Colúmbia Britânica para se estabelecer nas regiões de West Kootenay e Boundary.

## Ondas de migração

### Grande Migração
A Grande Migração do Canadá (também conhecida como a Grande Migração da Grã-Bretanha) foi um período de intensa imigração para o Canadá de 1815 a 1850, envolvendo mais de 800.000 imigrantes, principalmente das Ilhas Britânicas. Ao contrário do final do século XIX e início do século XX, quando esquemas organizados de imigração trouxeram muitos dos novos imigrantes para o Canadá, esse período foi impulsionado pela demanda, baseada na necessidade de mão-de-obra para infraestrutura nas colônias emergentes, no povoamento de novos assentamentos rurais e nas precárias condições em alguns locais de origem, como as Expulsões das Terras Altas na Escócia e, posteriormente, a Grande Fome na Irlanda. A Europa como um todo estava se tornando mais rica devido à Revolução Industrial, mas o acentuado crescimento populacional reduzia o número relativo de empregos, e as condições de superlotação forçavam muitos a buscar sucesso econômico na América do Norte.

### Imigração para o Oeste
Tentativas de formar colônias de assentamento permanente a oeste dos Grandes Lagos foram marcadas por dificuldades e isolamento até a construção da Canadian Pacific Railway e a segunda das duas Rebeliões de Riel. Apesar da ferrovia tornar a região mais acessível, havia temores de que uma onda de colonos provenientes dos Estados Unidos pudesse invadir o território britânico. Em 1896, o Ministro do Interior, Clifford Sifton, lançou um programa de assentamento com escritórios e publicidade no Reino Unido e na Europa Continental. Isso iniciou uma grande onda de imigração baseada na ferrovia, que criou as fazendas, cidades e vilas das Províncias das Pradarias.

### Terceira onda (1890–1920) e quarta onda (décadas de 1940–1960)

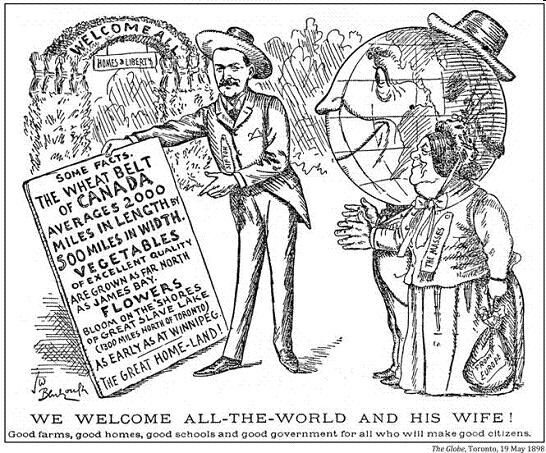
O governo promoveu terras de trigo baratas nas Pradarias em 1898.

A terceira onda de imigração para o Canadá veio principalmente da Europa Continental e atingiu seu pico antes da Primeira Guerra Mundial, entre 1911 e 1913 (mais de 400.000 em 1912), muitos provenientes do Leste ou do Sul da Europa. A quarta onda veio da Europa após a Segunda Guerra Mundial e atingiu 282.000 em 1957. Muitos eram da Itália e de Portugal. Pier 21, em Halifax, Nova Escócia, foi um porto influente para a imigração europeia e recebeu 471.940 italianos entre 1928 até seu encerramento em 1971. Isso fez dos italianos o terceiro maior grupo étnico a imigrar para o Canadá durante esse período. Juntos, eles tornaram o Canadá um país mais multiétnico, com elementos europeus substanciais não britânicos ou não franceses. Por exemplo, os canadenses ucranianos representavam a maior população ucraniana fora da Ucrânia e da Rússia. A Igreja da Inglaterra assumiu o papel de introduzir valores britânicos aos agricultores recém-chegados às pradarias, mas, na prática, os imigrantes em sua maioria se apegavam às suas afiliações religiosas tradicionais.
Períodos de baixa imigração também ocorreram. A movimentação internacional foi muito difícil durante as guerras mundiais, e houve falta de empregos durante a Grande Depressão no Canadá. A canadização era uma alta prioridade para os recém-chegados que não possuíam um background cultural britânico. Imigrantes do Reino Unido receberam a mais alta prioridade. Não houve esforço especial para atrair imigrantes francófonos. Em termos de oportunidade econômica, o Canadá era mais atraente para agricultores que se dirigiam para as pradarias, tipicamente provenientes do Leste e da Europa Central. Imigrantes do Reino Unido preferiam a vida urbana.

### Quinta onda (década de 1970–presente)

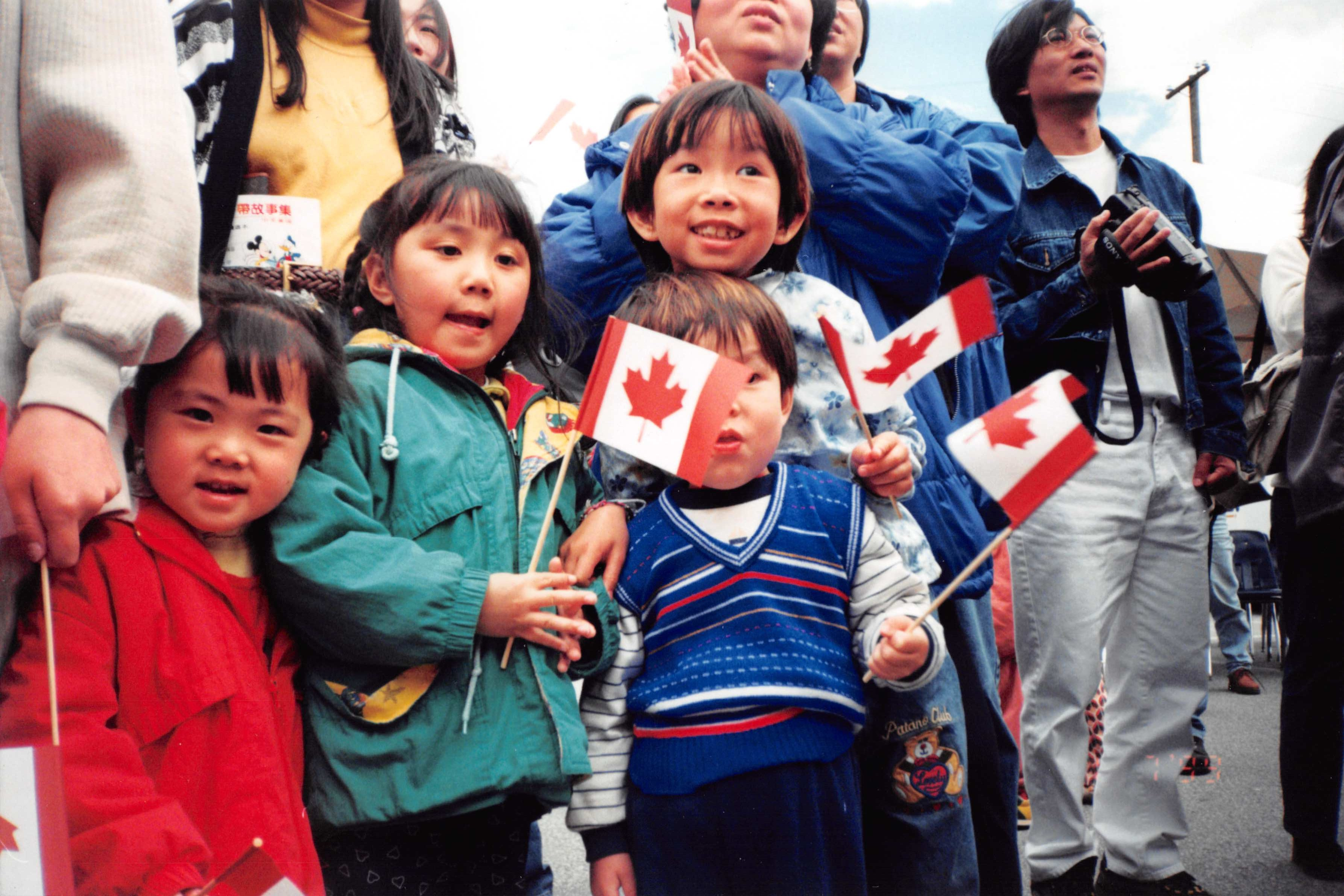
Crianças canadenses da quinta onda celebrando o Dia do Canadá, em Vancouver, 1º de julho de 1999

A imigração desde a década de 1970 tem sido predominantemente de minorias visíveis do mundo em desenvolvimento. Isso foi amplamente influenciado em 1976, quando a Lei de Imigração foi revisada e continuou a ser a política oficial do governo. Durante o governo de Brian Mulroney, os níveis de imigração foram aumentados. No final da década de 1980, a quinta onda de imigração foi mantida com ligeiras flutuações desde então (225.000–275.000 anualmente). Atualmente, a maioria dos imigrantes vem do Sul da Ásia, China e do Caribe, uma tendência que se espera continuar.

## História das legislações de imigração
A seguir, apresenta-se a cronologia das leis de imigração e cidadania canadenses.
- Lei de Naturalização (22 de maio de 1868 – 31 de dezembro de 1946). Todos os canadenses, nascidos dentro e fora do Canadá, estavam sujeitos à Coroa ou eram “súditos britânicos”.[19]
- Lei de Cidadania Canadense (1º de janeiro de 1947). Esta lei legitimou e reconheceu a cidadania canadense.[19]
- Lei de Cidadania (15 de fevereiro de 1977). Esta lei reconheceu a dupla cidadania e aboliu o “tratamento especial” aos súditos britânicos.[19]
- Projeto de lei C-14: Uma Lei para alterar a Lei de Cidadania com cláusulas para Crianças Adotadas (23 de dezembro de 2007). Uma lei que determinou que crianças adotadas adquiririam automaticamente a cidadania canadense sem passar pela etapa de aplicação para residência permanente.[19]
- Projeto de lei C-37: Uma Lei para alterar a Lei de Cidadania (17 de abril de 2009). Uma lei destinada a limitar o privilégio da cidadania apenas à primeira geração e que deu a oportunidade para os cidadãos canadenses readquirirem sua cidadania, revogando, assim, disposições da legislação anterior.[19]
- Projeto de lei C-24: Fortalecimento da Lei de Cidadania Canadense (Aprovação Real: 19 de junho de 2014; Entrou em vigor: 11 de junho de 2015). "A lei contém uma série de emendas legislativas para melhorar ainda mais o programa de cidadania."[19]
- Projeto de lei C-6: Uma Lei para alterar a Lei de Cidadania (Aprovação Real: 19 de junho de 2017; Entrou em vigor: 11 de outubro de 2017). Esta lei dará a uma pessoa “apátrida” a oportunidade de ser agraciada com a cidadania canadense, considerando a “apatridia” como um fundamento legal para conceder tal privilégio. Esta é apenas uma das muitas mudanças incluídas nesta nova emenda à Lei de Cidadania.[20]